# Disney Channel (Česko)
Disney Channel (Česko) je televizní dětský kanál vlastněný společností The Walt Disney Company a vysílající i v Česku a na Slovensku. Dříve známý pod názvem Fox Kids, poté jako Jetix. V Česku a na Slovensku vysílá od 19. září 2009. Je zaměřen na věkovou kategorii 1–8 let v bloku Disney Junior a na 8–15 let v normálním vysílání.

## Přechod na Disney Channel
Po úspěšném zahájení kanálu Disney XD 13. února 2009 v USA se Disney-ABC Television Group rozhodl spustit Disney XD ve Francii, což se stalo 1. dubna 2009. Další evropské státy čekaly na jeho uvedení v roce 2009. Později však Disney oznámil, že kanál Jetix v některých zemích (zejména v Česku, Bulharsku, Maďarsku, Rumunsku a na Slovensku) přejmenuje na Disney Channel. Jako první bude uveden na trh v těchto zemích. Kanál byl nahrazen 19. září 2009.
Dne 3. května 2011 začal Disney Channel používat nové vysílací logo jako v USA, spolu s ostatními zeměmi v Evropě. Bylo také považováno za úspěšné dokončení nového vzhledu. Nové logo bylo nasazeno až po nasazení v Německu, Velké Británii, Francii, Nizozemsku a ve Španělsku.
Dne 1. června 2011 byl programový blok Playhouse Disney přejmenován na Disney Junior v Česku a na Slovensku.
Od roku 2012 se většina upoutávek vyrábí v širokoúhlém formátu.
V prosinci 2012 se Disney Channel upravil na stejnou vysílací grafiku, až na menší rozdíly, tak jako má Disney Channel ve Velké Británii.

## Vysílání
Disney Channel poskytuje českým divákům program zahrnující pouze česky nadabované seriály a filmy z dílny Disney. Disney Channel právě vysílá seriály jako jsou Star Wars: Odboj, Kouzelná Beruška a Černý kocour, Soy Luna, Kačeří příběhy, Milo a Murphyho zákon, U Raven doma a spoustu dalších. Výjimkou nejsou ani filmy z produkce Disney Channel Original Movies, jako je Muzikál ze střední, Camp Rock, Rande s hvězdou, Následníci 2 a další.
Kanál zároveň nabízí každodenní programový blok pod názvem Disney Junior, který je určen dětem od 3 do 6 let. Disney Junior nabízí spoustu zábavně-naučných pořadů pro předškoláky, jako je Mistr Manny, Středo Džungle, Superagent Oso, Mickeyho klubík, Pyžamasky, Sofie První a mnoho dalších zábavných pořadů.

## Seriály

### Vysílané seriály
Disney Channel:
- Anna mezi obojživelníky
- Benediktova tajemná společnost
- Bia
- Soy Luna
- Jessie
- Austin a Ally
- Hodně štěstí, Charlie
- Pes a jeho blog
- Alex & spol.
- Penny z M.A.R.Su
- Violetta
- Na vlásku: Seriál
- Coop & Cami se ptají světa
- Chip a Dale: Život v parku
- Gabby Duran & neposedové
- Greenovi ve velkoměstě
- Hailey jde na to!
- Hotel Transylvánie: Seriál
- Jedenáctka
- Kirby Buckets
- Kitty není kočka
- Kačeří příběhy
- Kiff
- Kluk Holka atd.
- Kouzelná Beruška a Černý kocour
- Křečík a Gréta
- LoliRock
- Lovci přízraků
- Milo a Murphyho zákon
- Molly a duch
- Nejlepší kámoši navždy
- Nezastavitelný žlutý yeti
- Phineas a Ferb
- Poloviční superhrdinové
- Příšerky v rachotě
- Poper se s tím!
- Průvodce všehoschopného hráče
- Bizaardvark
- Život uprostřed
- Riley ve velkém světě
- Sadie Sparksová
- Kouzelníci z Waverly
- Tajemství Sulphur Springs
- Tajný život K.C.
- Taffy
- Tým Tiki
- Liv a Maddie
- Sydney na Max
- Táborníci z Kikiwaka
- Velká šestka: Baymax se vrací
- U Raven doma
- Škola Vikingů
- Záporáci z Valley View

PBS Kids
- Molly of Denali

Disney Junior:
- Alice's Wonderland Bakery
- Autoparta
- Blue
- Butik Myšky Minnie
- Disney Junior's Ariel
- Doktorka Plyšáková
- Medvídek Mouk
- Mickeyho klubík
- Mickey a závodníci
- Mickey Mouse Funhouse
- Mira, královský detektiv
- Milesova vesmírná dobrodružství
- Mistr Manny
- Poppets Town
- Na slovíčko s básničkou
- Jake a piráti ze Země Nezemě
- Fancy Nancy
- Heuréka!
- Kámoši hafíci
- Kiya & mistři z Kimoji
- Kočka Callie na Divokém západě
- Kuřecí četa
- Lví hlídka
- Příběhy z úlu
- Pyžamasky
- Sofie První
- Spidey a jeho úžasní přátelé
- Superčíči
- T.O.T.S.
- The Rocketeer
- Středo Džungle
- Superagent Oso
- Vampirina

### Odvysílané seriály
- Anna a droidi
- Aaron Stone
- Alex & spol.
- Americký Drak: Jake Long
- Autogrotesky
- Austin a Ally
- Binny a duchové
- Bizaardvark
- Bug Juice: Má dobrodružství na táboře
- Brandy a pan Fiškus
- Coop & Cami se ptají světa
- Crash & Bernstein
- Dalmatinská 101
- Dobrodružství Disney víl
- Dokonalý Spiderman
- Farma R.A.K.
- Gabby Duran & neposedové
- H2O: Stačí přidat vodu
- Hannah Montana
- Hank Zipzer
- Hodně štěstí, Charlie
- Hra o Hrad
- Králíčci
- Jake a Blake
- Jessie
- Jimmy Cool
- JONAS L.A.
- Jsem v kapele
- K9
- Kámošky s časem
- Královská dvojčata
- Kresli a hádej
- Kick Buttowski: Hrdina předměstí
- Kid vs. Kat
- Kim Possible
- Koumáci
- Kouzelní kmotříčci
- Kouzelníci z Waverly
- Laboratorní krysy
- Laboratorní krysy: Elitní jednotka
- Liv a Maddie
- Mech-X4
- LazyTown
- Ledové království: Polární záře
- Milly, Molly
- Maskovaný Kocour
- Městečko záhad
- Milo a Murphyho zákon
- Myšák Mickey
- Milujeme Violettu
- Módní výzva Minnie
- Moje chůva upírka
- Monster Buster Club
- Nakopni to
- Na vlásku: Seriál
- Na parket!
- Náhradníci
- Následníci: Kouzelný svět
- Pelíškov
- Poper se s tím!
- Průvodce všehoschopného hráče
- Přestávka
- Penn Zero: Hrdina napůl úvazku
- Penny z M.A.R.Su
- Pes a jeho blog
- Riley ve velkém světě
- Rychlá Layne
- Sabrina: tajemství mladé čarodějnice
- Star proti silám zla
- 7T
- Sladký život na moři
- Soy Luna
- Star Darlings
- Star Wars: Dobrodružství Freemakerů
- Star Wars: Nový odboj
- Star Wars: Nové příběhy z Yodovy Kroniky
- Star Wars Povstalci
- Star Wars: Síly osudu
- Sonny ve velkém světě
- Super doktoři
- Sydney na Max
- Tábor v Příšeří
- Tajemství Evermooru
- Tajný život K.C.
- Timon & Pumbaa
- Špionky
- To já ne
- Tsum Tsum
- Velká šestka: Baymax se vrací
- Violetta
- Violetta Recepty
- Vladařova nová škola
- Vlny
- Wander na cestách
- Život uprostřed

### Přerušené seriály
- Doba Ronková
- Prokletí Spooksvillu
- Prázdninové deníky
- Rybičky
- Sladký život Zacka a Codyho
- Marvel's Spider-Man
- Star Wars: Odboj
- Super pecky
- Randy Ninja
- Škeblík
- Wolfblood
- Zeke a Luther
- Mako Mermaids
- LoliRock
- Zhu Zhu
- The Lodge
- Elena z Avaloru (seriál byl přesunut na ČT :D)

## Filmy
- 16 přání
- Aladin a král zlodějů
- Alex & Spol.: Jak dospět navzdory rodičům
- Au Pair
- Au Pair 2
- Auta
- Avalonská střední
- Baďata na sněhu
- Bambi
- Bambi 2
- Bílé Překvapení
- Bratr rádce
- Bob a santovy sáně
- Camp Rock
- Camp Rock 2: Velký koncert
- Casper a Wendy
- Cloud 9
- Čivava z Bevery Hills 1
- Čivava z Bevery Hills 2
- Dívka vs. monstrum
- Dokonalost sama
- Elena a tajemství Avaloru
- Elena z Avaloru: Říše Jagraků
- Film mých snů
- Film mých snů 2
- Gepardí kočky
- Gepardí kočky 2
- Gepardí kočky 3: Jeden svět
- Herkules
- Hledá se Nemo
- Hodně štěstí, Charlie: Film o velké cestě
- Inspektor Gadget
- Irům štěstí přeje
- Jak stvořit ideálního kluka
- Jdi do toho
- Jeden průšvih po Druhým
- Kráska a zvíře
- Krásný Nový rok Medvídka Pú
- Kadetka Kelly
- Kouzelníci z Waverly: Film
- Kluci na povel
- Kouzelná Romance
- Kdo zachrání Vánoce?
- Krásky od krav
- Kim Possible
- Lady a Tramp
- Ledový sen
- Legenda o Mulan 1
- Legenda o Mulan 2
- Lemonade Mouth
- Lhát se nemá
- Letadla 2: Hasiči a zachranáři
- Lví král
- Lví král 2: Simbův příběh
- Lví král 3: Hakuna Matata
- Lví hlídka: Návrat mocného řevu
- Máma a Já: Californský sen
- Máma má rande s upírem
- Malá mořská víla
- Malá mořská víla 2: Návrat do moře
- Maskot Pete
- Medvídek Pú: Nejlepší dobrodružství
- Medvídek Pú: Jaro s klokánkem Rú
- Městečko Halloween
- Městečko Halloween 2
- Mercury
- Minutemen
- Mickey, Donald a Goofy: Tři mušketýři
- Mickeyho kouzelné Vánoce
- Mixni to
- Monstrózní přátelství
- Moje chůva upírka
- Moje neviditelná sestra
- Motokros
- Muzikál ze střední
- Muzikál ze střední 2
- Muzikál ze střední 3: Maturitní ročník
- Můj auťák Brouk
- Následníci
- Následníci 2
- Následníci 3
- Následníci: Královská svatba
- Návrat Kouzelníků: Alex .vs. Alex
- Na tenkém ledě
- Na vlásku
- Na vlásku PŘED Šťastně až navěky
- Na vlásku: Na den královnou
- Ne/Přátelé
- Nekonečné Vánoce
- Nejlepší vánoční dárek
- Noční dobrodružství chůvy v akci
- Pako mých snů
- Past na rodiče
- Peter Pan: Návrat do Země Nezemě
- Phineas a Ferb v paralelním vesmíru
- Pinocchio
- Planeta pokladů
- Princezna a žabák
- Pocahontas
- Pocahontas 2: Cesta do nového světa
- Podivný Pátek
- Pod obvazy
- Pohádky na dobrou noc
- Prasátko a jeho velký příběh
- Program na ochranu princezen
- Projekt Mc²
- Přestávka: Škola mimo provoz
- Příšerky s.r.o.
- Toy Story: Příběh hraček
- Toy Story 2: Příběh hraček
- Toy Story 3: Příběh hraček
- Ratatouille
- Rádio Rebel
- Radši to nečti
- Rande s hvězdou
- Rebelka
- Richie Rich: Vánoční přání
- Rozbal to naplno!
- Star Wars: Jiskra Rebelie
- Sestry Čarodějky
- Sestry Čarodějky 2
- Sharpay a její báječné dobrodružství
- Sladký život dvojčat
- Sněhurka a sedm trpaslíků
- Sněhouní Vánoce
- Sněžní psi
- Síla vítězit
- Slonisko a Medvídek Pú
- Strašpytlík
- Sofie První: Byla nebyla jedna princezna
- Sofie První: Kledba princezny Ivy
- Sofie První: Plovoucí zámek
- Sofie První: Tajemné ostrovy
- Škola superhrdinů
- Tábor Zombie
- Táta v trapu
- Tajemství Evermooru
- Tarzan 2
- Třináctý rok
- To byla noc
- Tygrův příběh
- Úžasňákovi
- Vánoční převrat
- Válka blogerek
- Vážený Drákulo
- Viva High School Musical Argentina
- Viva High School Musical Mexiko
- Výměna
- Vnitřní zář
- Violetta – Cesta na vrchol
- Violetta Koncert
- Vzhůru do oblak
- Wendy Wu: bojovnice proti zlu
- Zase Vánoce?
- Zenon: Návštěva Země
- Zenon: Návrat na Zemi
- Z.O.M.B.I.E
- Z.O.M.B.I.E 2
- Zvonilka
- Zvonilka: Tajemství křídel
- Zvonilka a velká záchranná výprava
- Zvonilka a ztracený poklad
- Život brouka

## Připravované seriály
- Star Wars: Dobrodružství mladých Jediů (zbrusu nový seriál začíná od 20.5. 2024)
- Kouzelníci
- Zombies: The Re-Animated Series
- Saturdays
- Pretty Freekin Scary
- Moon Girl and Devil Dinosaur
- Ultra Violet & Black Scorpion
- Pupstruction